# 郭智輝
郭智輝（1953年2月7日—），出身臺灣屏東縣的企業家、政治人物，崇越科技共同創辦人，現任經濟部部長。

## 經歷
郭智輝出身屏東公務員家庭，為了接洽日本貿易而自學日文，並曾於1980年代左右，鴻海集團創辦人郭台銘到日本出差期間充當其司機及翻譯，之後入股前東家合夥創立「崇越貿易」（崇越集團前身）。
崇越科技因在2005年底違反財報規定，郭智輝時任該公司董事長，最終於2014年法院二審因違反證券交易法與商業會計法遭判決分別處3個月有期徒刑，均緩刑5年，並應向公庫支付新臺幣6百萬元，中國國民黨立法委員王鴻薇於2024年11月批評郭智輝曾有此案件，也提及郭智輝在中國大陸的投資。崇越發表聲明稱，這雖是公司同仁作業違反相關規定，但郭智輝為維護公司、股東及同事的權益而承擔懲處，而中國大陸投資僅涉及環保工程項目。
2024年5月20日，郭智輝任經濟部部長。2024年7月21日，郭智輝參選國立臺北大學校友總會第十屆理事長，但敗於新北市電腦公會榮譽理事長許明仁。11月19日，中國國民黨立委傅崐萁質疑郭利用兒子當人頭轉讓名下股權，規避財產申報；郭智輝回應表示，財務操作等投資計畫是公開資訊、依法行事，「財務操作和擔任公職是完全不搭嘎的事情」、「(中國國民黨準備在立法院設置)調查委員會調查我，不知道有什麼意義。」；郭認為立法院應是討論福國利民的地方，自己退休了擔任投資公司股東是個人財產規劃，也如實向監察院申報，股票並非移轉給兒子，只是把股票移到投資公司，相關指控是嚴重的認知錯誤。

## 爭議事件
2025年3月，郭智輝在接受廣播節目《寶島全世界》專訪時，談及台積電與英特爾合資案時，以「蒙古症」（現稱唐氏症）作為比喻，引發社會爭議。該發言被外界認為對唐氏症病友不尊重，造成病友團體與企業反彈。郭智輝於3月10日公開鞠躬致歉，坦承失言並表示會深刻反省。國民黨籍台北市議員鍾小平則於同日按鈴控告行政院長卓榮泰與郭智輝涉外患與瀆職罪，惟郭智輝回應表示不清楚告發邏輯與理由。
2025年4月，郭智輝與崇越副董事長賴杉桂在該公司旗下餐廳會面，遭質疑與崇越之間關係仍十分密切，有違反「利益迴避原則」的嫌疑，郭智輝回應是跟對方請教經濟部的事。7月，郭智輝再被爆透過崇越子公司幫助中國生產晶片，並曾獲邀參加上海集成電路年度產業論壇。引發郭智輝成台美關稅談判漏洞爭議。